# Klara, färdiga, gå!
Klara, färdiga, gå! var ett svenskt barnprogram med Josefine Sundström som programledare. Sundström är även personen bakom produktionen och idén till programmet. Programmet sändes i femton delar, på tisdagkvällar i Sveriges Television år 2005. Varje avsnitt är omkring tio minuter långt och med ny handling. Den gemensamma nämnaren för programmen är gymnastiken, barnen som deltar och den lata krokodilen som bara vill ligga i soffan. Varje avsnitt har ett eget tema, som uppvärmning, dans eller muskler, med en speciell miljö, som en djungel eller trollskog. Krokodilen spelas av Carl Jacobson.